# المضيق الجليدي

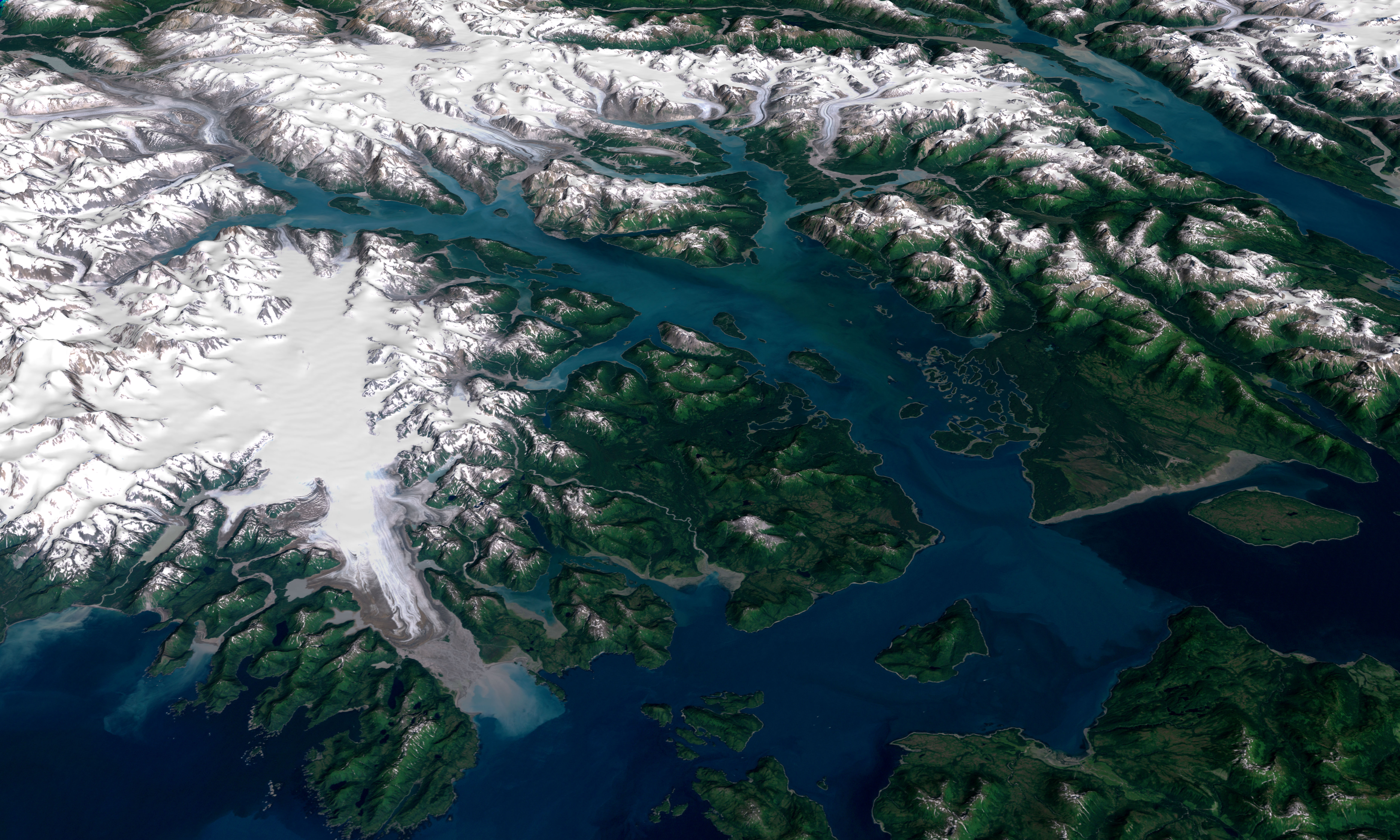
خريطة للمضيق الجليدي.

المضيق الجليدي هو مضيق يقع في أرخبيل ألكسندر في جنوب شرق ألاسكا، عند حوالي 58°16′41″N 135°38′48″W. ويفصل المضيق جزيرة تشيكاغوف من الجنوب والبر الرئيسي في ألاسكا من الشمال. يقع المضيق على بعد 64 كم (40 ميل) من جانبه الغربي عند تقاطع كروس ساوند وحوض الخليج الجليدي إلى جانبه الشرقي عند مضيق تشاتام وقناة لين. أكبر جزيرتين في المضيق هما جزيرة بليزانت وجزيرة ليمسورير.
تعد كيب سبنسر لايت منارة سابقة مهمة ونشطة حاليًا للمساعدة في الملاحة. جنحت السفينة السياحية إمبراطورة الشمال بالقرب من جزيرة روكي وتسربت إليها بعض المياه في 14 مايو 2007، مما تسبب في إجلاء ركابها، ولم يصب أي منهم.